# Râul Visa
Râul Visa este un afluent al Râului Rece. 

## Hărți
- Harta Județului Caraș-Severin
- Harta Muntele Mic și Țarcu  Arhivat în 28 martie 2010, la Wayback Machine.